# Bertus Hoogerman
Lammert Jacobus (Bertus) Hoogerman (Amsterdam, 23 april 1938 – 18 november 2004) was een Nederlands voetballer. De doelman kwam het grootste deel van zijn loopbaan uit voor Ajax.

## Loopbaan

### AFC Ajax
Bertus Hoogerman werd op tienjarige leeftijd lid van ASV Meerboys. Nog tijdens zijn juniorentijd vertrok hij naar Ajax waar hij eind jaren vijftig en in de eerste helft van de jaren zestig het doel verdedigde. Hij debuteerde in de competitie op 18 oktober 1958 toen hij inviel voor Jan van Drecht. Hij speelde 167 wedstrijden voor Ajax en is hiermee opgenomen in de club van 100, de lijst van spelers met meer dan honderd wedstrijden voor de club. Hij was de opvolger van de naar Feyenoord vertrokken doelman Eddy Pieters Graafland. Naast Ajax speelde hij ook in het Nederlands elftal onder de 23 jaar.  
Hoogerman werd in 1960 landskampioen met Ajax. Op 27-jarige leeftijd stopte hij omdat hij door zijn werk, hij runde eerst een sigarenzaak en later een snackbar, te weinig tijd overhield om te trainen. Hij speelde zijn laatste wedstrijd op 2 mei 1965. Hij werd bij Ajax opgevolgd door Gert Bals.

### Contactlenzen
De keeper verwierf bekendheid door zijn optreden in het uitduel tegen Feyenoord op 29 november 1964. Aanvankelijk werd de jonge reservekeeper Ronnie Boomgaard verteld zich op te warmen. Hoogerman speelde echter toch en maakte een paar opzichtige blunders. Feyenoord won met 9-4. Sjaak Swart verklaarde na afloop van de wedstrijd: "Bertus had vandaag de contactlenzen van zijn schoonmoeder in." Het ging om een grap van Swart, maar het verhaal ging in de loop der jaren een eigen leven leiden.

### Verdere carrière
Hij ging na zijn periode bij Ajax terug naar amateurvereniging Meerboys in Amsterdam. Na een jaar keerde hij bij de Amersfoortse club HVC terug in het profvoetbal. Hij promoveerde met HVC naar de Eerste divisie. In 1967 vertrok hij op 29-jarige leeftijd naar de Verenigde Staten. Hier kwam hij uit voor Pittsburgh Phantoms, samen met andere Nederlanders zoals Theo Laseroms, Co Prins en Piet de Groot. In 1968 speelde hij voor Kansas City Spurs.

### Overlijden
In 2004 overleed Bertus Hoogerman op 66-jarige leeftijd aan de gevolgen van longkanker.

## Erelijst
Ajax
- International Football Cup: 1961/62
- Eredivisie: 1959/60
- KNVB beker: 1960/61